# Recchia abauna
Recchia abauna är en skalbaggsart som beskrevs av Martins och Maria Helena M. Galileo 1998. Recchia abauna ingår i släktet Recchia och familjen långhorningar. Inga underarter finns listade i Catalogue of Life.